# Евсеева, Людмила Ивановна
Людми́ла Ива́новна Евсе́ева (14 августа 1913, Рига — 28 января 1980, Рига) — поэтесса, писавшая стихи на языке эсперанто, активистка эсперанто-движения в Латвии. Русская, жила в г. Рига по ул. Реформату, д. 15, кв. 5, работала в бухгалтерии Главпочтамта.
Образование получила в рижской гимназии им. М. В. Ломоносова. Язык эсперанто выучила в юности, когда сформировались её интересы и увлечения. Первым её преподавателем эсперанто был Геннадий Тупицын — активный эсперантист и автор многих учебников языка эсперанто.
Впоследствии Л. Евсеева всю свою жизнь посвятила эсперанто и эсперанто-движению. Перед Второй мировой войной она была редактором эсперанто-журнала «Волна Двины» (Ondo de Daŭgava), секретарём эсперанто-общества Латвии, работала в различных эсперанто-комитетах, часто выступала с лекциями и докладами, участвовала в театральных постановках, которые шли на языке эсперанто и тексты которых она часто писала сама, организовывала делегации эсперантистов для участия в эсперанто-конгрессах в соседних прибалтийских странах. Вела обширную переписку с коллегами и эсперантистами разных стран. Однако главным делом для неё была поэзия.
Она была автором множества стихов, написанных на языке эсперанто, тематика которых отражала красоту окружающей жизни, судьбы людей и их чувства, её собственные взгляды и ощущения, события окружающей жизни. Её стихи читаются легко и гладко, язык стихов одновременно прост и безупречен. Однако наибольших успехов и известность у читателей разных возрастов получили её детские стихи.
При жизни поэтессы её стихи печатались лишь в периодических изданиях на эсперанто, в таких журналах, как Ondo de Daŭgava, Litova Stelo, Norda Prismo, Heroldo de Esperanto, Literatura mondo, La suda stelo и в таком редком сборнике как Naŭ poetoj (1938). И только в 1994 году в Риге вышел сборник её поэзии для детей.

## Арест и ссылка
Людмила Евсеева с 1932 по 1940 гг. принимала активное участие в эсперанто-движении Латвии, в течение нескольких лет была секретарём Рижской секции эсперантистов, с 1935 по 1937 гг. — редактором журнала эсперантистов Латвии «Волна Двины» (Ondo de Daŭgava). С 1937 по 1939 гг. она была членом Международной лиги эсперантистов, принимала участие в работе конгрессов балтийских эсперантистов в Риге, Таллине и Каунасе. В течение ряда лет она вела переписку с эсперантистами, в частности, с живущими в разных странах Западной Европы. В 1941 году на её адрес пришло циркулярное письмо из Болгарии, в котором ей предлагалось «дать информацию шпионского характера о высших учебных заведениях СССР». В 1938 г. она была членом «Русского культурно-просветительного общества» в Риге, «объединяющего часть белой эмиграции тогдашнего русского населения страны».
Всё это привело к тому, что 14 июня 1941 года она была арестована и по приказу НКВД как «социально опасный элемент» была отправлена на три года в трудовую колонию (ссылку отбывала в г. Инта, Коми АО). Вернуться в родной город ей удалось лишь через 16 лет, уже после реабилитации. После возвращения на родину в 1957 г. начался самый плодотворный период её творчества.
По решению судебной коллегии по уголовным делам при Верховном суде Латвийской ССР 22 июня 1957 постановление ОСО при НКВД СССР от 16 мая 1942 г. в отношении Евсеевой Л.И было отменено, а уголовный процесс — прекращён «ввиду отсутствия уголовно наказуемых деяний в деятельности Евсеевой Л. И.».

## Работы
- Donacetoj por infanoj (Riga, 1994)
- Orkideo; Autuna melodio; Strigo sur mia libroŝranko; La betonita voj’ (В кн.: Naŭ poetoj)
- Versoj (1987)